# Bailén (Weinbaugebiet)
Das Weinbaugebiet Bailén ist nach der andalusischen Stadt Bailén in der Provinz Jaén benannt, in deren Umgebung Weinbau mit der spanischen Herkunftsbezeichnung Vino de la Tierra (kurz VdlT; spanisch für Landwein) betrieben werden kann, was der europäischen Herkunftsbezeichnung einer geschützten geografischen Angabe (kurz g.g.A.; spanisch Indicación Geográfica Protegida, kurz IGP) entspricht.

## Weine
Zugelassene Rebsorten sind die roten Sorten Molinera de Bailén, Garnacha Tinta, Tempranillo, Cabernet Sauvignon sowie die weiße Sorte Pedro Ximénez. Daraus dürfen Rotweine, Roséweine und Weißweine hergestellt werden; durch Stoppen der Fermentierung oder Traubenmostzugabe können durch den so erhöhten Restzuckergehalt auch halbtrockene und süße Weine produziert werden.

## Geschichte
Seit 2004 existiert die Herkunftsbezeichnung Bailén. Zuletzt wurde in der Saison 2017/2018 eine Produktion in der Statistik des spanischen Landwirtschaftsministeriums verzeichnet, wobei 466 Hektoliter von einer Kellerei abgefüllt wurden, wofür Trauben von 40 Weinbauern auf 20 Hektar angebaut wurden (Stand: Mai 2024).